# Sinja woda
Sinja woda (bułg. Синя вода) – wieś w Bułgarii, w obwodzie Razgrad, w gminie Łoznica. W 2023 roku liczyła 798 mieszkańców.